# خوان ویلار
خوان ویلار (انگلیسی: Juan Villar؛ زادهٔ ۱۹ مهٔ ۱۹۸۸) بازیکن فوتبال اهل اسپانیا است.
از باشگاه‌هایی که در آن بازی کرده‌است می‌توان به باشگاه فوتبال رکریتیوو اوئلوا، باشگاه فوتبال رئال وایادولید، باشگاه فوتبال آلمریا، باشگاه فوتبال کادیس، و باشگاه ورزشی تنریف اشاره کرد.